# レッド・ツェッペリン狂熱のライヴ
『レッド・ツェッペリン狂熱のライヴ』（レッド・ツェッペリンきょうねつのライヴ、英語: The Song Remains the Same）は、イギリスのロックグループ、レッド・ツェッペリンのコンサートおよびプライベートの模様を描いたセミ・ドキュメンタリー映画。制作：ピーター・グラント。監督：ジョー・マソットおよびピーター・クリフトン。1976年10月21日公開（ニューヨーク）。カラー（一部白黒）。上映時間約137分。

## 来歴
レッド・ツェッペリンの人気が高まり、しかも彼らがテレビ番組での演奏を拒否していた（*注）ことから、映画として彼らのステージ・パフォーマンスを記録しておこうという試みは以前から提案されていた。事実、早くも1970年1月9日、ロイヤル・アルバート・ホールでのコンサートはフィルム収録されていたが、結局、公式に公開されることは無かった（このフィルムは2003年、「レッド・ツェッペリン DVD」においてようやく公式に公開された）。その後も映画の話はしばしば持ち上がっては立ち消えになっていたのだが、1973年5月、映画監督のジョー・マソットがピーター・グラントに接触したことで初めて本格的に動き出す。グラントは最初はこの提案を拒否したのだが、同年夏のアメリカ・ツアー中に気が変り、7月、マソットに撮影を依頼。急遽アメリカツアーに同行したマソットはボルチモアシヴィック・センターで、警察が半裸の男を追い回すシーンをモノにし、ピーター・グラントがプロモーターを罵倒するシーンの撮影に成功する。ピッツバーグではステージの模様をテスト撮影した後、7月27日、28日、29日、と開催された、ツアーの最終公演となるニューヨーク、マディソン・スクエア・ガーデンでの3連続公演を35mmフィルムで撮影する。同時にサウンド・エンジニアのエディ・クレイマーが24トラックのモービル・ユニットを使用して演奏を収録した。だが撮影は不完全に終わり、コンサートを撮影したフィルムのうち使用可能なフィルムは、全3日間の公演で僅か2時間17分ほどしかないことが、二人目の監督ピーター・クリフトンの就任後に明らかとなる。ツアー終了後、イギリスに戻りメンバー四人とグラントのプライベート・シーンおよび幻想シーンを撮影。1973年のうちに予定の全てのシーンを撮影し終えるが、ジョー・マソットは一向に編集が進まぬ不手際を理由に途中解任される。1974年初頭、ロイヤル・アルバート・ホールでの撮影の実績を買われ、後任の監督にピーター・クリフトンが就任。クリフトンは不完全な映像を音声と繋ぎ合わせる方法として、コンサートのロング・ショット、ワイド・ショット、演奏シーンのショットを、その音声トラックに合わせて、完全に繋がったリールにしてしまうことを思いつく。エディ・クレイマーが録音した音声はスプロケットがなく、映像とは全くシンクロさせられず、その解決のためにクリフトンはディヴィッド・グラッドウェルという音声編集の名手と組んで、映像に音声が合うように3日間のコンサートの音源をジミー・ペイジすら編集に気付かないほどの巧妙さで組み合わせた。次に1975年1月、欠落のあるステージ場面の補充をサリー州にあるシェパートン・スタジオで撮影。スタジオにマディソン・スクエア・ガーデンのステージをそっくりそのまま再現し、編集された音声トラックを流しながら、大スクリーンでコンサートの映像を流し、それに合わせてバンドに演奏して貰うという撮影であった。幻想シーンの一部も再撮影し、これらの素材を編集して完成させた。
- 注…ごく初期にはテレビ出演もあり、その模様は「レッド・ツェッペリン DVD」で見ることができる。その中でフランスのテレビに出演した際の悲惨な経験が、ツェッペリンのテレビ拒否の原因になったと言われている。

## 概要
単なるコンサートの記録映画にはしない、というのがマソットとツェッペリン側との、当初から一致した考え方であった。そのため完成した映画は次のような少し複雑な構成となっている。
- オープニング（グラントの幻想シーン）。グラントとリチャード・コール（レッド・ツェッペリンのツアー・マネージャ）とがギャングに扮し、敵対するギャングのような海賊版業者を殺戮する（レッド・ツェッペリンの強引なまでの成功ぶりを自己パロディしたものと思われる）。
- タイトルロール
- プライベート・シーン。メンバーはそれぞれの家族とともに幸せな家庭生活を営んでいる（ただしペイジだけは個人生活の様子を公開しない）。そこへグラントからの招集が届き、メンバーは専用機（ボーイング720「スターシップ」号）に乗ってニューヨークへ乗り込む。
- マディソン・スクエア・ガーデンでのコンサート。曲に合せてメンバー一人ひとりの幻想シーンが挿入される。またバックステージの模様、無許可業者のグッズ販売に、プロモーターに激怒するグラントの姿（「ファック」、「カント」という罵り言葉が計18回発言されている）、会場にチケット無しで潜り込み警官隊に逮捕される半裸の男、警備員にこっそりと会場に入れてもらえ喜ぶキッズ、そしてホテルでの売上金の盗難事件（ニューヨークのホテルから、コンサートの売り上げ金約20万ドルが消失した。記者会見ではグラントはしつこい記者に激怒し、カメラを取り上げてフィルムを引き抜いた件で訴えられ逮捕される）を報ずるニュースフィルムなどが挿入されている。
- エンディング。コンサートを終えたメンバーは、リラックスした表情になり、スターシップ号で故国に戻る。

## コンサート・シーン
コンサートの模様は基本的に1973年7月27日〜29日、マディソン・スクエア・ガーデンで撮影された。映画中での演奏曲目は次の通り。
1. ロックン・ロール
2. ブラック・ドッグ
3. 貴方を愛しつづけて
4. ノー・クォーター
5. 永遠の詩
6. レイン・ソング
7. 幻惑されて
8. 天国への階段
9. モビー・ディック
10. ハートブレイカー
11. 胸いっぱいの愛を

ただしこれは当日の演奏曲目を全て網羅したものではない。またコンサートの演奏曲とは別に
- 「オータム・レイク」（ペイジが最初に登場するシーンでハーディー・ガーディーで演奏している）
- 「ブロン・イ・アー」（彼らがマディソン・スクエア・ガーデンに向かうシーンで）
- 「天国への階段」（エンディング）

の3曲が用いられている。

## 幻想シーン
「ロック・ミュージシャンのライフスタイル、内面まで描き出したい」というマソットの発案で、メンバーそれぞれの見せ場となる曲に合せて、各自のアイデアによる幻想シーンが挿入されている。
- ジョン・ポール・ジョーンズのシーン（「ノー・クォーター」）。覆面をかぶり馬を走らせて村を脅かす怪人物の一団。彼らによる暴行が暗示された後、怪人物の首領は帰宅する。覆面をはずすとそれはジョーンズで、温かい笑顔を浮べて家族と抱きあう。（ツアー、ライブ中の狂乱ぶりと穏やかな家庭人との、二重人格的な生活から着想を得たと思われる）
- ロバート・プラントのシーン（「永遠の詩」「レイン・ソング」）。舟で海岸に上陸したプラントは、馬上の貴婦人から宝剣を受け取る。遍歴の末に城の塔に幽閉されていた貴婦人を救出するが、プラントが手を伸ばすと貴婦人は幻のように姿を消してしまう。（ケルト神話やトールキンを愛読していたプラントが、神話中の王子を演じている）
- ジミー・ペイジのシーン（「幻惑されて」）。夜、ペイジが山の急斜面を登る。山頂にはタロットカードの隠者が立っている。たどり着いてみると隠者もペイジと同じ顔をしており、その顔がわずかの間に老人から子どもへ、また老人へと変貌する。（アルバム「レッド・ツェッペリン IV」のインナー・スリーブに描かれた場面の映像化）
- ジョン・ボーナムのシーン（「モビー・ディック」）。幻想シーンではなく、ボーナムのありのままの姿。農場の手入れ、ビリヤードに興ずる、田舎道をオートバイで暴走する、夫人と踊る姿など。まだ幼い実息のジェイソン・ボーナムも出演しており、子供ながら実に慣れた手付きでドラムを演奏する姿を見せている。完成プレミアにおいて、ジミー・ペイジのファンタジー・シークエンスを見たボーナムは大爆笑し、ペイジの気分を害した。ペイジは真剣だったのだが、ボンゾはこれをギャグと勘違いしていた。

## 公開
「レッド・ツェッペリン狂熱のライヴ」は1976年10月21日、ニューヨークで先行公開され、翌日封切り。翌年までに興行収入900万ドルに達するヒットとなった。その後、全世界で名画座の定番の一つとなる。1984年にはビデオ化、その後DVD化/Blu-ray Disc化（2007年）されて息長く売れつづけている。
2007年11月、リマスタリングを施された新装版DVD（2枚組）がリリースされた。特典映像として未発表だった｢祭典の日｣｢丘の向こうに｣のライブ映像と、｢レッド・ツェッペリンDVD｣で日の目を見た｢ミスティ・マウンテン・ホップ｣｢オーシャン｣のライブ映像などが収録された。

## 反響
興行面では問題ないヒット作となったが、批評の面では必ずしも好評とは言えず、さまざまな悪評が寄せられている。なかでも幻想シーンが冗長で見るに堪えない、というのが批判の大半である。ツェッペリン側もこの映画に関しては控えめなコメントしか発していない。制作者であるグラント自身が語った「世界で一番金のかかったホーム・ムービー」という言葉が、もっとも良くこの映画の性格を表現しているといえよう。とはいえこの映画は、長いことレッド・ツェッペリンのステージ姿を見せるほぼ唯一の公式映像であり、それだけでも価値を有する映画であった。